# Ruschia elineata
Ruschia elineata är en isörtsväxtart som beskrevs av L. Bol. Ruschia elineata ingår i släktet Ruschia och familjen isörtsväxter. Inga underarter finns listade i Catalogue of Life.